# Heliozela sericiella
Heliozela sericiella (Haworth, 1828) è un lepidottero appartenente alla famiglia Heliozelidae, diffuso in Europa.

## Etimologia
L'epiteto specifico deriva dal termine latino sērĭcus = serico, di seta, per l'aspetto "satinato" delle ali dell'adulto.

## Descrizione

### Adulto
Si tratta di minuscole falene diurne, piuttosto primitive, con nervatura alare di tipo eteroneuro, ma con apparato riproduttore femminile provvisto di un unico orifizio, sia per l'accoppiamento, sia per l'ovodeposizione.

#### Capo
Il capo presenta parecchie scaglie piliformi marroncine addossate alla capsula cefalica in prossimità del vertice.
Gli occhi sono color nocciola. Gli ocelli sono assenti, come pure i chaetosemata. I palpi mascellari sono molto ridotti; quelli labiali sono sottili e trisegmentati; la spirotromba è completa, bruno-rossastra e munita di scaglie in prossimità della base.
Le antenne sono moniliformi e poco più corte della costa dell'ala anteriore: sono sottili, brunastre e non ciliate. Lo scapo non presenta un pecten.

#### Torace
Le ali sono lanceolate. L'ala anteriore è marroncina con riflessi argentati e due macchie biancastre sul margine posteriore, una in prossimità della base e l'altra a metà dell'ala; quando l'esemplare è a riposo, sulla linea mediana dorsale le due ali anteriori vanno a formare il disegno di due macchie a forma di cuore rovesciato; il tornus non è individuabile, mentre si osservano lunghe fangiature marroncine dal terzo distale della costa fino alla metà del margine posteriore; si nota anche una fascia più chiara e iridescente nella zona subapicale. L'ala posteriore, decisamente più chiara e grigiastra, presenta un apice appuntito ed è più corta e provvista di una lunga peluria sia sulla costa, sia sul margine posteriore; si osserva una marcata riduzione delle nervature alari, sia trasversali, sia longitudinali: la trasversale M-CuA è assente, mentre l'anale è singola; il settore radiale (Rs) è inoltre ridotto, ed anche la media e la cubito non sono ramificate. L'accoppiamento alare è di tipo frenato (con frenulum più robusto nei maschi), mentre è presente l'apparato di connessione tra ala anteriore e metatorace; si può inoltre riscontrare la presenza di un ponte precoxale.
L'apertura alare può variare da 6 a 8 mm.
Nelle zampe, l'epifisi è presente, mentre gli speroni tibiali hanno formula 0-2-4.

#### Addome
In questo taxon è presente il processo tergosternale sul primo segmento addominale, tipico della maggior parte degli Adeloidea.
L'apparato genitale maschile rivela, su ogni valva, una struttura a pettine detta pectinifer.
Nel genitale femminile, l'ovopositore è ben sviluppato e di tipo perforante, tipico degli Adeloidea, al fine di permettere l'inserimento delle uova all'interno dei tessuti fogliari della pianta ospite.

### Uovo
Le uova, inserite singolarmente nei tessuti della pianta ospite, assumono la forma della "tasca" che le ospita.

### Larva
Il bruco possiede un capo prognato, tipico delle specie minatrici.
Le zampe toraciche sono assenti; le pseudozampe sono sostituite da semplici calli ambulacrali. Si riscontrano calli anche dorsalmente, sull'ottavo segmento addominale.

### Pupa
La pupa, lunga solo 2 o 3 mm, è exarata con antenne corte ed un lungo labrum, che si spinge fin oltre i palpi labiali. Le appendici sono libere e ben distinte, mentre la maggior parte dei segmenti addominali sono mobili (pupa dectica).

## Biologia

### Ciclo biologico
Le uova vengono deposte una per volta, direttamente nel picciolo di una foglia, tra maggio e giugno. Attorno al punto di inserzione si può formare un inspessimento tissutale simile a un cecidio.
La larva, che è una minatrice fogliare, si fa strada attraverso il picciolo e poi verso la lamina della foglia, producendo caratteristiche mine fogliari. Al termine della fase di accrescimento all'interno della mina, la larva costruisce un involucro ovale a partire da due lembi di epidermide fogliare, che lascia come ultimo risultato una sorta di foro ovoidale nella pagina della foglia; a questo punto si lascia cadere verso il fusto della pianta ospite o sul terreno, ove porta a termine il proprio sviluppo.
L'impupamento avviene sul terreno tra luglio e agosto, e la pupa rappresenta lo stadio con cui questa specie supera l'inverno.
Gli adulti sfarfallano all'inizio della primavera, più precocemente nelle parti meridionali dell'areale.

### Periodo di volo
La specie è univoltina, con adulti in volo tra la metà di aprile e la fine di maggio.

### Alimentazione
Le larve di Heliozela sericiella si accrescono su piante nutrici appartenenti al genere Quercus (Fagaceae), tra cui:
- Quercus cerris L., 1753 (cerro)
- Quercus ilex L., 1753 (leccio)
- Quercus petraea (Mattuschka) Liebl., 1784 (rovere)
- Quercus pubescens Willd., 1796 (roverella)
- Quercus robur L., 1753 (farnia)
- Quercus suber L., 1753 (sughera)

## Distribuzione e habitat

La specie è diffusa in Europa

La specie è presente in quasi tutta l'Europa, e in particolare nei seguenti paesi: Portogallo continentale, Irlanda, Regno Unito, Francia (compresa la Corsica), Belgio, Paesi Bassi, Norvegia, Svezia, Danimarca, Germania, Svizzera, Austria, Italia (compresa la Sicilia), Polonia, Repubblica Ceca, Slovacchia, Ungheria, Croazia, Romania, Finlandia, Estonia, Lettonia, Lituania, Oblast' di Kaliningrad, Bielorussia, Russia settentrionale e nordoccidentale.
L'habitat è rappresentato da giardini, boschi e foreste in cui siano presenti piante di Quercus.

## Tassonomia
Heliozela sericiella (Haworth, 1928) - Lep. brit. 4: 585 - locus typicus: Coombe Wood, Croydon, Londra, Inghilterra.

### Sottospecie
Non sono note sottospecie.

### Sinonimi
Sono stati riportati i seguenti sinonimi.
- Aechmia metallicella Zeller, 1839 - Isis, Leipzig 32: 204 - locus typicus: Głogów, Polonia[29] (sinonimo eterotipico)
- Aechmia saltatricella Fischer von Röslerstamm, 1841 - Abbildungen Ber. Ergänz. Schmett. Microlepid.: 249 - locus typicus: Stabilimento di Tivoli, Vienna, Austria[30] (sinonimo eterotipico)
- Aechmia stanneella Fischer von Röslerstamm, 1841 - Abbildungen Ber. Ergänz. Schmett. Microlepid.: 248 - locus typicus: dintorni di Vienna, Austria[30] (sinonimo eterotipico)
- Dyselachista saltatricella (Fischer von Röslerstamm, 1841) - Abbildungen Ber. Ergänz. Schmett. Microlepid.: 249 - locus typicus: Stabilimento di Tivoli, Vienna, Austria[30] (sinonimo eterotipico)
- Heliozela macrocerella (Costa, 1836) - Fauna R. Napoli 7: 17 - locus typicus: non indicato[31] (sinonimo eterotipico)
- Heliozela metallicella (Zeller, 1839) - Isis, Leipzig 32: 204 - locus typicus: Głogów, Polonia[29] (sinonimo eterotipico)
- Heliozela saltatricella (Fischer von Röslerstamm, 1841) - Abbildungen Ber. Ergänz. Schmett. Microlepid.: 249 - locus typicus: Stabilimento di Tivoli, Vienna, Austria[30] (sinonimo eterotipico)
- Heliozela stanneella (Fischer von Röslerstamm, 1841) - Abbildungen Ber. Ergänz. Schmett. Microlepid.: 248 - locus typicus: dintorni di Vienna, Austria[30] (sinonimo eterotipico)
- Tinea macrocerella Costa, 1836 - Fauna R. Napoli 7: 79 - locus typicus: non indicato[31] (sinonimo eterotipico)
- Tinea sericiella Haworth, 1828 - Lep. brit. 4: 585 - locus typicus: Coombe Wood, Croydon, Londra, Inghilterra.[1] (sinonimo omotipico, basionimo)

### Galleria fotografica

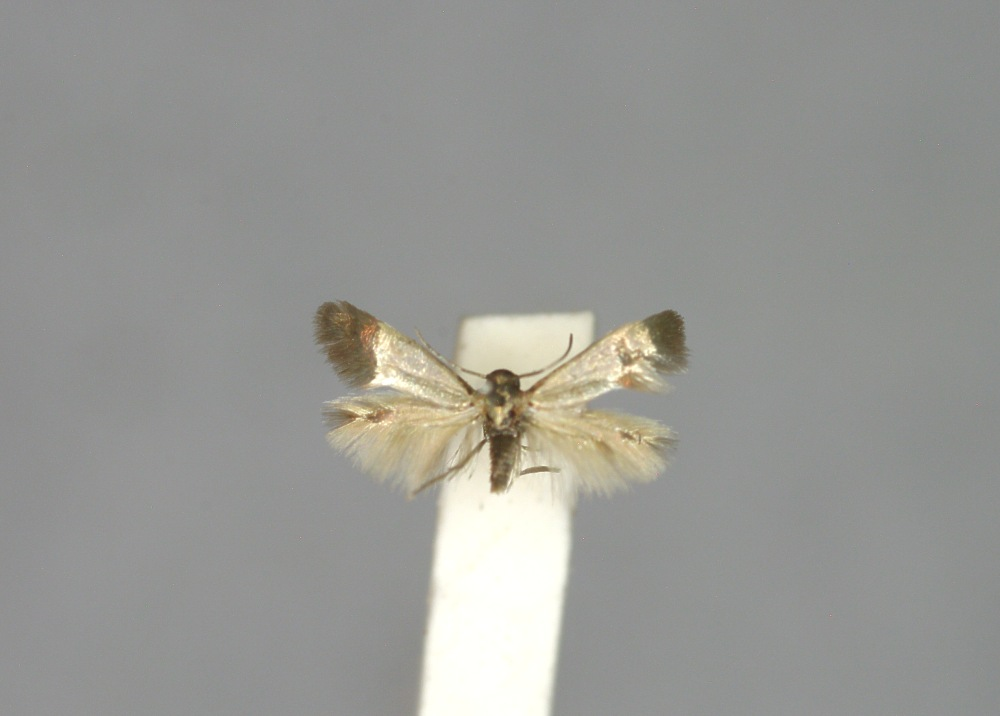
Esemplare preparato
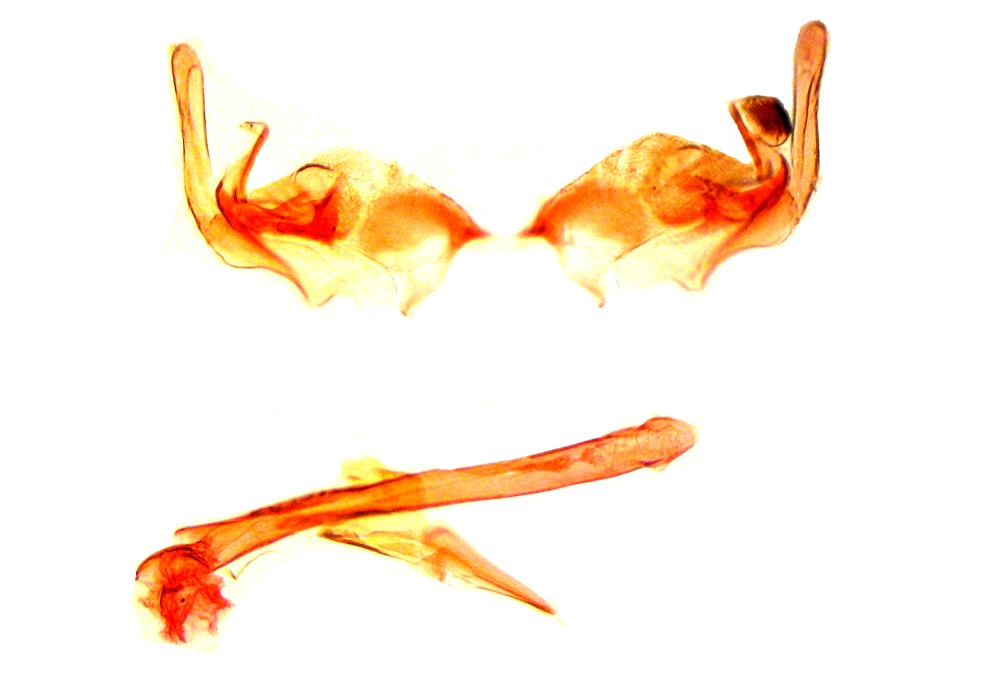
Genitale maschile, valve ed edeago
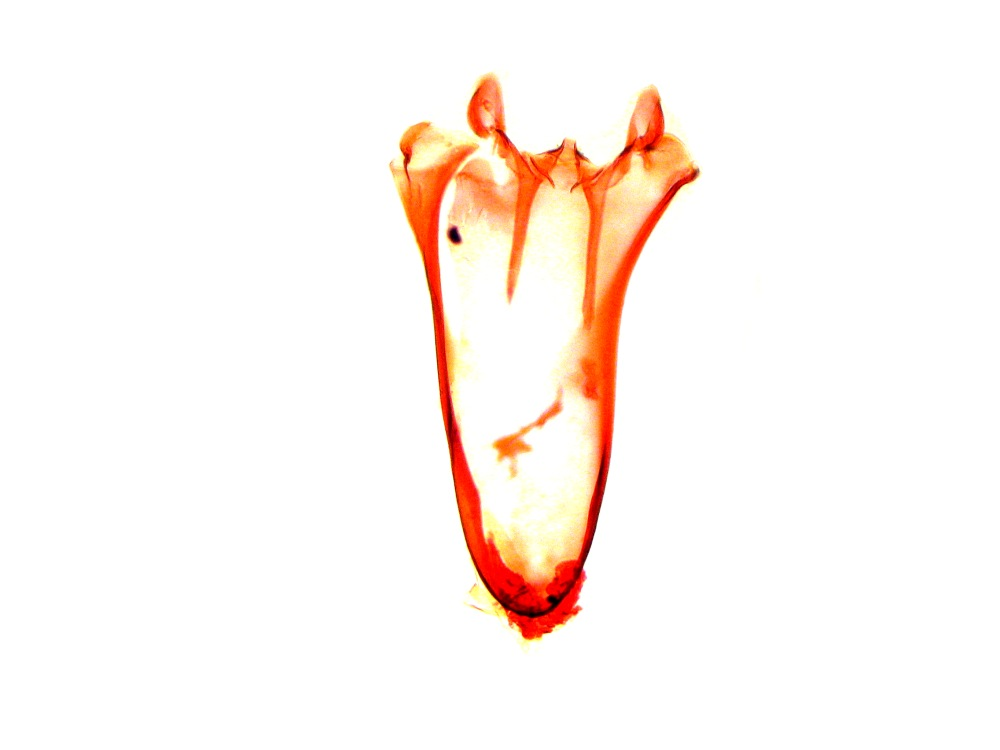
Genitale maschile, saccus

## Conservazione
La specie non è stata inserita nella Lista rossa IUCN.

### Pubblicazioni
- (PL) Becker, V. O., The taxonomic position of the Cecidosidae. Brèthes (Lepidoptera), in Polskie pismo entomologiczne. Seria B: Entomologia stosowana, vol. 47, Wrocław, Państowowe Wydawn. Naukowe, 1977,  pp. 79–86, ISSN 0554-6060 (WC · ACNP), OCLC 5453738.
- (EN) Brock, J. P., A contribution towards an understanding of the morphology and phylogeny of the Ditrysian Lepidoptera (abstract), in Journal of Natural History, vol. 5, n. 1, Londra, Taylor & Francis, 1971,  pp. 29–102, DOI:10.1080/00222937100770031, ISSN 0022-2933 (WC · ACNP), LCCN 68007383, OCLC 363169739.
- (EN) Chambers, V. T., Illustrations of the neuration of the wings of american Tineina (PDF), in The Journal of the Cincinnati Society of Natural History, vol. 2, n. 4, Cincinnati, The Society, gennaio 1880,  pp. 194–204, ISSN 0885-3487 (WC · ACNP), LCCN 01003088, OCLC 1554732.
- (EN) Davis, D. R., A New Family of Monotrysian Moths from Austral South America (Lepidoptera: Palaephatidae), with a Phylogenetic Review of the Monotrysia (PDF), in Smithsonian Contributions to Zoology, vol. 434, Washington D.C., Smithsonian Institution Press, 1986,  pp. iv, 202, DOI:10.5479/si.00810282.434, ISSN 0081-0282 (WC · ACNP), LCCN 85600307, OCLC 12974725.
- (EN) Davis, D. R. and Gentili, P., Andesianidae, a new family of monotrysian moths (Lepidoptera:Andesianoidea) from austral South America (PDF), in Invertebrate Systematics, vol. 17, n. 1, Collingwood, Victoria, CSIRO Publishing, 24 marzo 2003,  pp. 15–26, DOI:10.1071/IS02006, ISSN 1445-5226 (WC · ACNP), OCLC 441542380.
- (EN) Dugdale, J. S., Female Genital Configuration in the Classification of Lepidoptera (PDF), in New Zealand Journal of Zoology, vol. 1, n. 2, Wellington, 1974,  pp. 127–146, DOI:10.1080/03014223.1974.9517821, ISSN 1175-8821 (WC · ACNP), OCLC 60524666.
- (EN) Kristensen, N. P., Studies on the morphology and systematics of primitive Lepidoptera (Insecta) (abstract), in Steenstrupia, vol. 10, n. 5, Copenaghen, Zoologisk Museum, 1984,  pp. 141–191, ISSN 0375-2909 (WC · ACNP), LCCN 78641716, OCLC 35420370.
- (EN) Kristensen, N. P., Morphology and phylogeny of the lowest Lepidoptera-Glossata: Recent progress and unforeseen problems (PDF), in Bulletin of the Sugadaira Montane Research Centre, vol. 11, University of Tsukuba, 1991,  pp. 105–106, ISSN 0913-6800 (WC · ACNP), OCLC 747190906.
- (EN) Kyrki, J., Adult abdominal sternum II in ditrysian tineoid superfamities - morphology and phylogenetic significance (Lepidoptera) (abstract), in Annales entomologici Fennici / Suomen hyönteistieteellinen aikakauskirja, vol. 49, Helsinki, Suomen Hyönteistieteellinen Seura, 1983,  pp. 89–94, ISSN 0003-4428 (WC · ACNP), LCCN 91649455, OCLC 2734663.
- (EN) Lee, B.-W.; Hirowatari, T.; Kuroko, H., Five new species of the genus Heliozela Herrich-Schäffer (Lepidoptera, Heliozelidae) from Japan (PDF), in Chō to ga Tyo to ga (Transactions of the Lepidopterological Society of Japan), vol. 57, n. 2, Osaka, Nihon Rinshi Gakkai, 20 marzo 2006,  pp. 81-91, ISSN 0024-0974 (WC · ACNP), LCCN 79640633, OCLC 5182176096.
- (EN) Meyrick, E., Descriptions of Australian Microlepidoptera. XVII. Elachistidae (PDF), in Proceedings of the Linnean Society of New South Wales, vol. 22, Sydney, The Society, 1897,  pp. 297–435, DOI:10.5962/bhl.part.12726, ISSN 0370-047X (WC · ACNP), LCCN sn79005837, OCLC 1755950.
- (EN) Mosher E., A Classification of the Lepidoptera Based on Characters of the Pupa, in Bulletin of the Illinois State Laboratory of Natural History, vol. 1912, n. 2, Urbana, Illinois, Illinois State Laboratory of Natural History, marzo 1916,  p. 62, DOI:10.5962/bhl.title.70830, ISSN 0073-5272 (WC · ACNP), LCCN 16027309, OCLC 2295354.
- (EN) Nielsen, E. S. & Davis, D. R., The first southern hemisphere prodoxid and the phylogeny of the Incurvarioidea (Lepidoptera) (PDF), in Systematic Entomology, vol. 10, n. 3, Oxford, Blackwell Science, luglio 1985,  pp. 307–322, ISSN 0307-6970 (WC · ACNP), OCLC 4646400693.
- (EN) Nielsen, E. S. & Kristensen, N. P., The Australian moth family Lophocoronidae and the basal phylogeny of the Lepidoptera-Glossata (abstract), in Invertebrate Taxonomy, vol. 10, n. 6, Melbourne, CSIRO, 1996,  pp. 1199–1302, DOI:10.1071/IT9961199, ISSN 0818-0164 (WC · ACNP), OCLC 842755705.
- (EN) Shepard, H. H., The Pleural and Sternal Sclerites of the Lepidopterous Thorax (abstract), in Annals of the Entomological Society of America, vol. 23, n. 2, Lanham, Md.: ESA, 1º giugno 1930,  pp. 237–260, ISSN 1938-2901 (WC · ACNP), OCLC 179060346 (archiviato dall'url originale il 12 ottobre 2014).
- (EN) Smith, E. L., Evolutionary morphology of external insect genitalia. 1. Origin and relationships to other appendages (PDF), in Annals of the Entomological Society of America, vol. 62, n. 5, College Park, Md., 15 settembre 1969,  pp. 1051–1079, ISSN 0013-8746 (WC · ACNP), LCCN 08018807, OCLC 5722264149. URL consultato il 2 maggio 2019 (archiviato dall'url originale il 27 luglio 2018).
- (EN) Walsingham, T., Revision of the West-Indian Micro-Lepidoptera with descriptions of new species (PDF), in Proceedings of the Zoological Society of London, vol. 1897, Londra, Longmans, Greens & Co., 18 gennaio 1897,  pp. 54-183, ISSN 0370-2774 (WC · ACNP), LCCN 86640154, OCLC 71115093.
- (DE) Weidner, H., Beiträge zur Morphologie und Physiologie des Genital-apparates der Weiblichen Lepidopteren, in Zeitschrift für Angewandte Entomologie, vol. 21, 1935,  pp. 239–290, ISSN 0044-2240 (WC · ACNP), OCLC 1770418.
- (DE) Zeller, P. C., Versuch einer naturgemässen Eintheilung der Schaben (PDF), in Isis von Oken, vol. 39, Lipsia, Brockhaus, 1839,  pp. 167–220, LCCN 03001744, OCLC 79278878.

### Testi
- (FR) Bourgogne, J., Ordre des Lépidoptères, in P. Grasse (a cura di), Traité de Zoologie: anatomie, systématique, biologie, collana Mémoires de l'Institut océanographique, n. 19, volume 10: Insectes, Parigi, Masson, 1951,  pp. 175–448, ISBN non esistente, OCLC 11807259.
- (EN) Capinera, J. L. (Ed.), Encyclopedia of Entomology, 4 voll., 2nd Ed., Dordrecht, Springer Science+Business Media B.V., 2008,  pp. lxiii + 4346, ISBN 978-1-4020-6242-1, LCCN 2008930112, OCLC 837039413.
- Castiglioni, L. & Mariotti, S., IL - Vocabolario della lingua latina, Brambilla, A. & Campagna, G., 30ª ristampa, Torino, Loescher, 1983  [1966],  p. 2493, ISBN 978-88-201-6657-1, LCCN 76485030, OCLC 848632390.
- (EN) Common, I. F. B., Moths of Australia, Slater, E. (fotografie), Carlton, Victoria, Melbourne University Press, 1990,  pp. vi, 535, 32 con tavv. a colori, ISBN 978-0-522-84326-2, LCCN 89048654, OCLC 220444217.
- Costa, O. G., Fauna del regno di Napoli ossia enumerazione di tutti gli animali che abitano le diverse regioni di questo regno e le acque che le bagnano: contenente la descrizione de nuovi o poco esattamente conosciuti (PDF), Vol. 7 - Lepidotteri [parte 1] Un volume comprendente i Diurni, i Crepuscolari, le Bombici, parte delle Noctue, le Piralidi, le Tignuole, gli Pterofori - con frontespizio, indice e spiegazione delle Tavole; Fogli 41 1/4; tavole 21, Napoli, Torchi del Tramater, 1836,  pp. xii; 83, ISBN non esistente, OCLC 493479990.
- (EN) Davis, D. R., Heliozelidae, in Hodges, R. W. et al. (Eds) Check list of the Lepidoptera of America north of Mexico: including Greenland, Londra / Washington, D.C., E.W. Classey / Wedge Entomological Research Foundation, giugno 1983,  pp. xxiv + 284, ISBN 978-0-86096-016-4, OCLC 9748761.
- (DE) Fischer von Röslerstamm, J. E., Abbildungen zur Berichtigung und Ergaenzung der Schmetterlingskunde, besonders der Microlepidoptereologie, als Supplement zu Treitschke's und Huebner's "Europaeischen Schmetterlingen", mit erlaeuterndem Text, herausgegeben von J.E. Fischer, Edlen von Roeslerstamm (...), Lipsia, J. C. Hinrich, 1843  [1838],  p. 304, ISBN non esistente, OCLC 458010956.
- (EN) Grimaldi, D. A.; Engel, M. S., Evolution of the insects, Cambridge [U.K.]; New York, Cambridge University Press, maggio 2005,  pp. xv + 755, ISBN 978-0-521-82149-0, LCCN 2004054605, OCLC 56057971.
- (LA) Haworth, A. H., Lepidoptera Britannica: sistens digestionem novam Insectorum Lepidopterorum quae in Magna Britannia reperiuntur: larvarum pabulo, temporeque pascendi; expansione alarum; mensibusque volandi; synonymis atque locis observationbusque variis, Vol. 4, Londra, J. Murray, 1828  [1812],  p. 620, ISBN non esistente, OCLC 9258731.
- (DE) Herrich-Schäffer, G. A. W., Systematische Bearbeitung der Schmetterlinge von Europa, zugleich als Text, Revision und Supplement zu Jakob Hübner's Sammlung europäischer Schmetterlinge (PDF), Hübner, J., vol. 5, Ratisbona, In Commission bei G. J. Manz, 1853  [1843-1856],  p. 394, DOI:10.5962/bhl.title.67734, ISBN non esistente, LCCN ca07003057, OCLC 63606435.
- (EN) Kristensen, N. P. (Ed.), Handbuch der Zoologie / Handbook of Zoology, Band 4: Arthropoda - 2. Hälfte: Insecta - Lepidoptera, moths and butterflies, Kükenthal, W. (Ed.), Fischer, M. (Scientific Ed.), Teilband/Part 35: Volume 1: Evolution, systematics, and biogeography, ristampa 2013, Berlino, New York, Walter de Gruyter, 1999  [1998],  pp. x, 491, ISBN 978-3-11-015704-8, OCLC 174380917.
- (EN) Meyrick, E., Exotic Microlepidoptera, Vol. 4, Londra, E. W. Classey Ltd., 1930-36,  p. 642, ISBN non esistente, LCCN 73420356, OCLC 923574154.
- (EN) Naumann, I. D. (Ed.), The Insects of Australia: a textbook for students and research workers, Slater, E. (fotografie), Vol. 2, (2nd edn.), Carlton, Victoria e Londra, Melbourne University Press & University College of London Press, 1991,  p. 1137, ISBN 9780522844542, OCLC 25292688.
- (EN) Needham, J. O., Frost, S. W. & Tothill, B., Leaf-mining Insects, Baltimora, The Williams & Wilkins Company, 1928,  pp. viii, 351, DOI:10.5962/bhl.title.6488, ISBN non esistente, LCCN 28013104, OCLC 1533611.
- (EN) Nielsen, E. S., Edwards, E. D. & Rangsi, T. V., Checklist of the Lepidoptera of Australia, collana Monographs on Australian Lepidoptera, Vol. 4, Collingwood, Victoria, CSIRO Publishing, gennaio 1996,  pp. xiv, 529, ISBN 9780643050280, LCCN 97175120, OCLC 34848324.
- (EN) Powell, J. A. & Opler, P. A., Moths of Western North America, Berkeley, California, University of California Press, maggio 2009,  pp. xiii, 369 pages, 132, ISBN 978-0-520-25197-7, LCCN 2008048605, OCLC 646846811.
- Schenkl, F.; Brunetti, F., Dizionario Greco-Italiano/Italiano-Greco, a cura di Meldi, D., collana La creatività dello spirito, Berrettoni G. (nota bibliografica), La Spezia, Casa del Libro - Fratelli Melita Editori, dicembre 1991  [1990],  pp. xviii, 972, 14 tavv., 538, ISBN 978-88-403-6693-7, OCLC 797548053.
- (EN) Scoble, M. J., The Lepidoptera: Form, Function and Diversity, seconda edizione, London, Oxford University Press & Natural History Museum, 2011  [1992],  pp. xi, 404, ISBN 978-0-19-854952-9, LCCN 92004297, OCLC 25282932.
- (DE) Spuler, A., Die Schmetterlinge Europas (PDF), Ernst Hofmann, Bd. 2, Stoccarda, E. Schweitzerbart'sche Verlagbuchhandlung, 1910,  p. 523, DOI:10.5962/bhl.title.9477, ISBN non esistente, OCLC 3144043.
- (EN) Stehr, F. W. (Ed.), Immature Insects, 2 volumi, seconda edizione, Dubuque, Iowa, Kendall/Hunt Pub. Co., 1991  [1987],  pp. ix, 754, ISBN 978-0-8403-3702-3, LCCN 85081922, OCLC 13784377.
- (EN) Walker, F., List of the Specimens of Lepidopterous Insects in the Collection of the British Museum (PDF), Gray, J. E., Vol. 30, Londra, order of the Trustees, 1864  [1854-66],  pp. 836–1096, DOI:10.5962/bhl.title.58221, ISBN non esistente, LCCN agr04000350, OCLC 9610924.